# Peridéxion

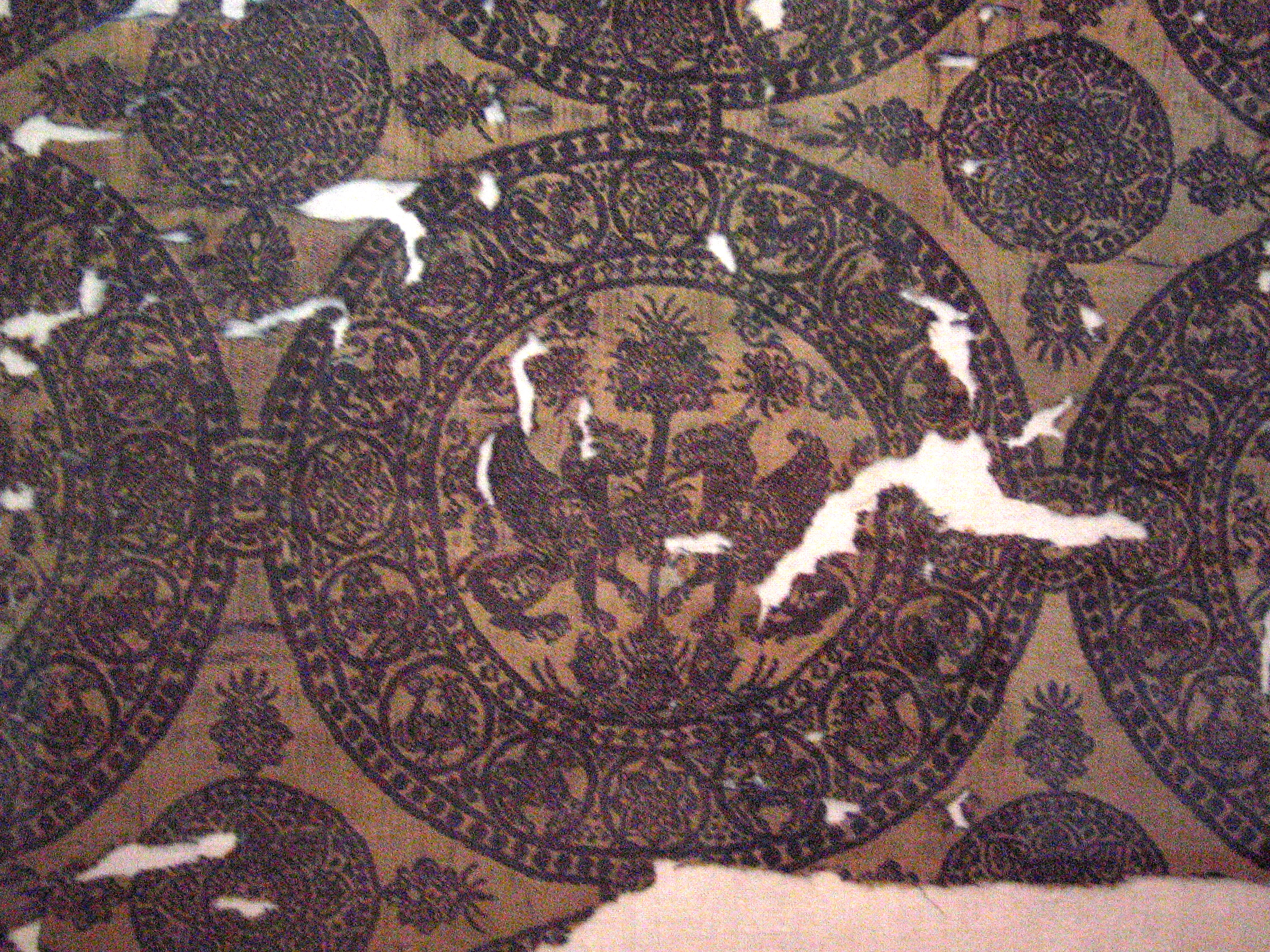
A Árvore da Vida num estampado em seda do período islâmico inicial, Museu Nacional do Irão em Teerão.

Peridéxion, ou Perindens, árvore mitológica da Idade Média, originária da Índia, é uma representação da Árvore da Vida. Tudo leva a crer que se trata da figueira sagrada, ficus religiosa. Esta Árvore da Vida é composta por uma árvore simétrica com frutos, aves e um ou dois dragões na base. No entanto, é possível encontrar representações em que as aves não estão presentes, e, ou, o animal ou animais ferozes não são dragões. Como acontece no estampado de seda islâmico do Museu Nacional do Irão em Teerão, em que a árvore simétrica é ladeada por dois leões com asas de águia. Mas estas costumam ser consideradas deturpações do Peridéxion.

## Filologia
Peridéxion (περιδἑξιον) é um termo do Grego Antigo, que resulta da junção de dois termos: peri (περι), que significa em torno de, sobretudo, grandemente, em respeito a; e dexiós (δεξιός), que significa dextro, auspicioso, hábil, industrioso. A tradição medieval traduziu peridéxion para o Latim como: Circa dexteram ou Perindens. O seu significado em português é: ambidextro, muito hábil ou oportuno. A utilização deste termo é muito antiga e podem encontrar-se aplicações na literatura grega clássica, como é o caso das Nuvens de Aristófanes (século V a.C.), em que o termo surge numa alocução do Coro para qualificar os discursos da Causa Justa e da Causa Injusta. Na Idade Média o sentido do Peridéxion equivalia ao movimento de oscilação do mundo em torno de um centro perfeito e circular, descrito no Timeu de Platão
, e a árvore mítica da Índia foi associada a passagens bíblicas, em que o dragão (o demónio) aguardava que as pombas (os fiéis) se afastassem dos frutos (as ordens divinas) para as desencaminhar. Outro termo medieval para a árvore, Peridixion, deriva de uma adulteração do termo Paradision, que significa paraíso.

## Fisiólogo

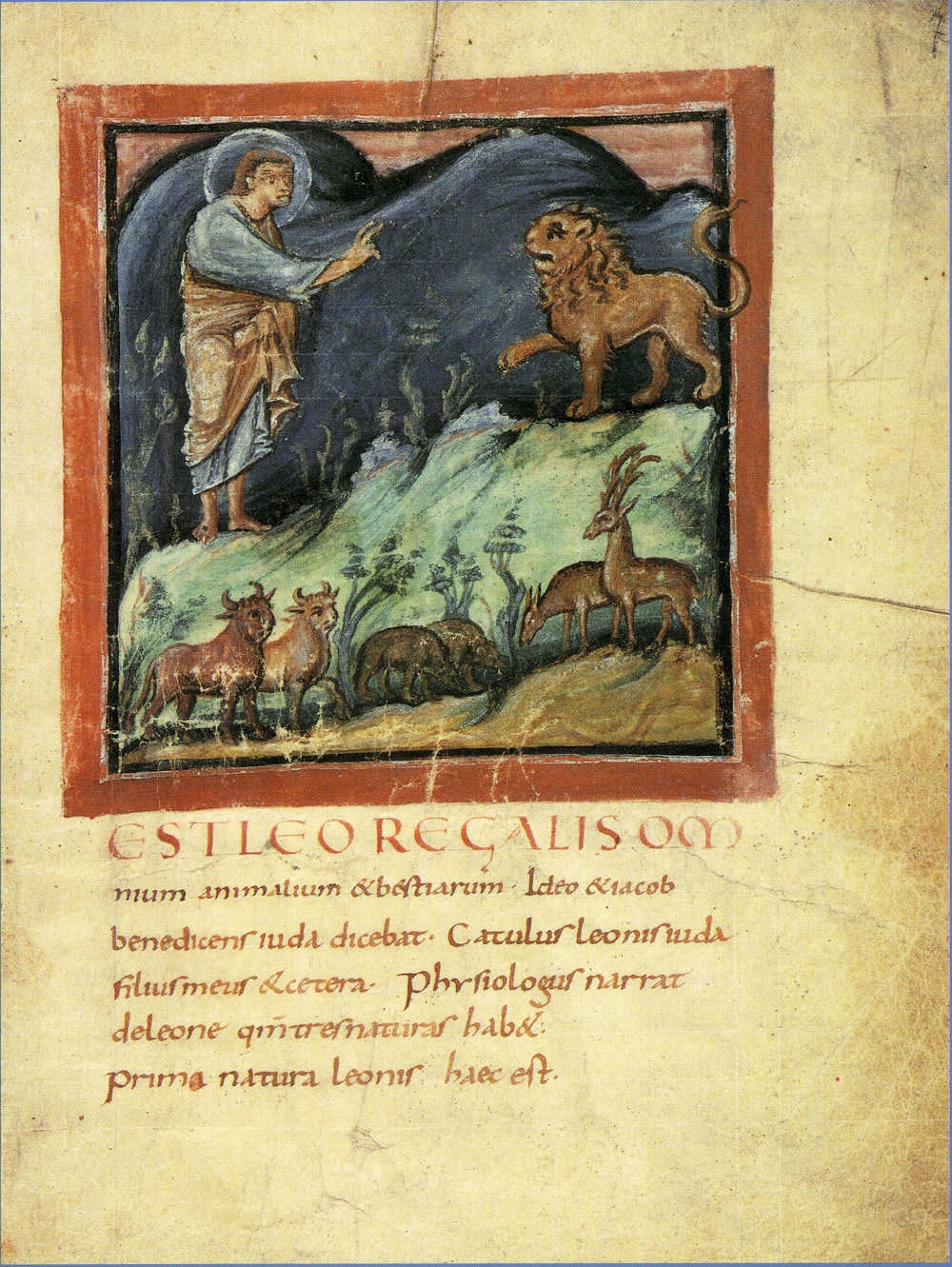
Adão nomeia o Leão, Fisiólogo de Berna, séc. IX.

O Fisiólogo, ou Physiologus em Latim, é um manuscrito grego antigo que resulta da compilação de uma série de lendas com origem nas tradições indiana, egípcia e judaica, a que se acrescem as contribuições gregas dos textos clássicos sobre o mundo natural de Aristóteles, Heródoto, Plínio e outros naturalistas. Não se conhece a autoria do texto, mas, pelo que nos diz a tradição e Richard Gottheil , tem-se especulado sobre a possível autoria de Clemente de Alexandria, ou Taciano, ou Epifânio, ou Basílio de Cesareia ou, ainda, São João Crisóstomo. Durante a década de noventa considerava-se que o Fisiólogo teria sido escrito em Alexandria no (século II), até Alan Scott defender que a sua composição pertencia ao fim do século seguinte ou início do ainda posterior, por ser notável a influência de Orígenes. Scott também questiona Alexandria como lugar da composição do manuscrito, afirmando que as provas só indicam que tenha sido escrito no Egipto, todavia, a noção de que se trata desta cidade tem sido aceite pela academia. Segundo estudos conduzidos na Universidade de Aberdeen, terão sido os textos de São Paulo e Orígenes a revestir estas histórias antigas com o tecido cristão, onde se procurava mostrar que o mundo de Deus estava espelhado no mundo natural.
O Peridéxion é a única árvore que está representada no manuscrito antigo do Fisiólogo, que consistia na descrição de animais, pássaros, criaturas fantásticas e pedras, acompanhados de conteúdo moral didáctico, sob a forma de metáforas para facilitar a aprendizagem e integração do cristianismo. Até ao advento da ciência, quando se universalizou um conhecimento mais rigoroso do mundo natural, acreditava-se que as histórias e animais catalogados no Fisiólogo eram reais, pelo que durante muito tempo na Idade Média, este era o texto que se tinha mais próximo de uma zoologia. Tal como o podemos conhecer agora, deriva duma zoologia popular em cerca de cinquenta secções que acabou por ser transformada num conjunto de alegorias cristãs.

## Bestiário

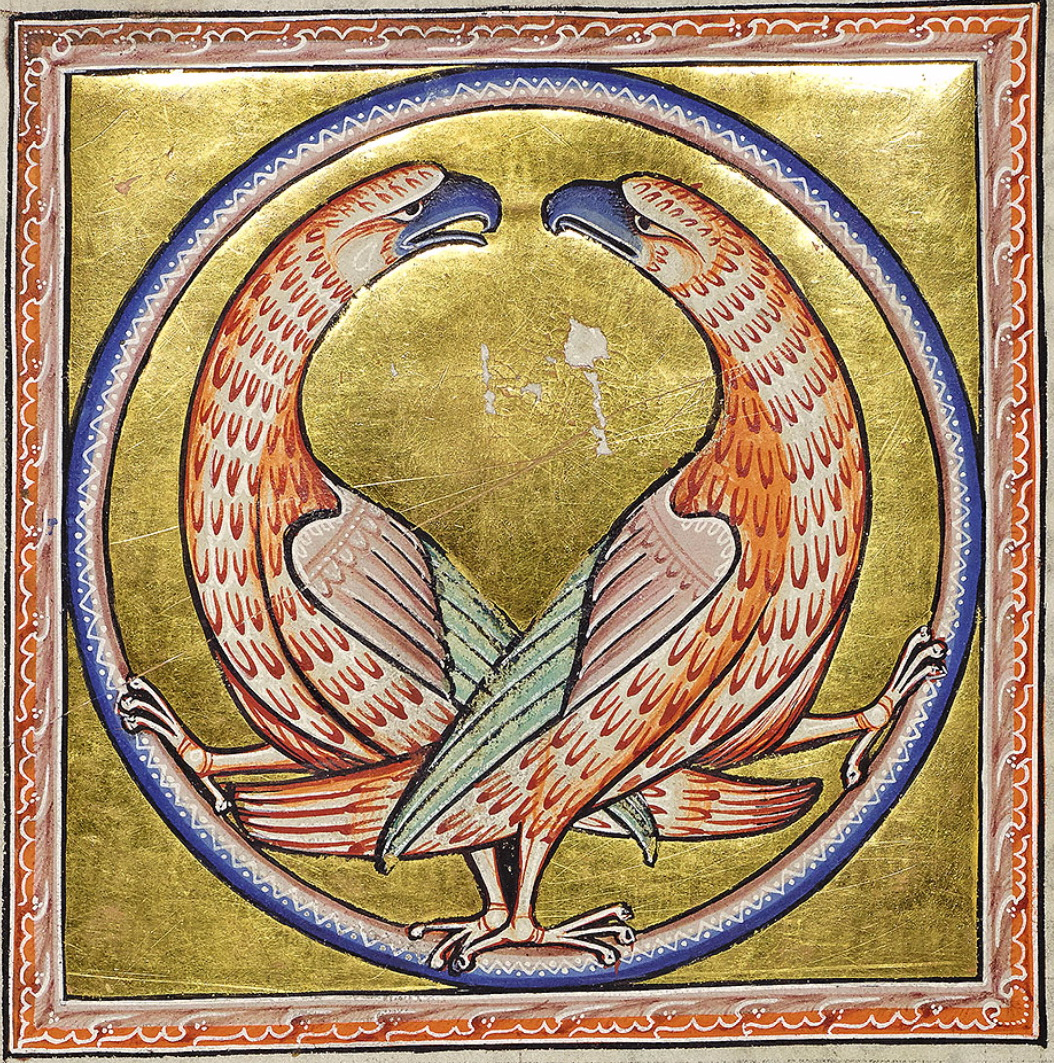
Abutres numa iluminura do Bestiário de Aberdeen, séc. XIII.

O bestiário é uma forma de texto descritivo de criaturas naturais e fantásticas, com interpretação moralizadora, que deriva directamente do Fisiólogo. Embora o manuscrito antigo originário deste género pertença ao séc. III, é só no séc. XII, muito mais tarde, que a classe monástica ilustrada vai estabelecer este tipo de composição. No período intermédio a tradição monástica fez cópias do Fisiólogo, traduzido para o Latim, de que o Fisiólogo de Berna Codex Bongarsianus 318, manuscrito ilustrado que data de seis séculos a seguir ao original, é a cópia mais famosa. Ainda neste período, o Fisiólogo foi traduzido para muitos idiomas do médio oriente, como o etiópico, o siríaco, o arménio e o árabe. Na Europa foi traduzido para o Latim, e como bestiário conseguiu estabelecer-se nas antigas literaturas germânica, francesa, espanhola, anglo-saxónica, islandesa e valdense. Tornando-se assim amplamente divulgado e conhecido.

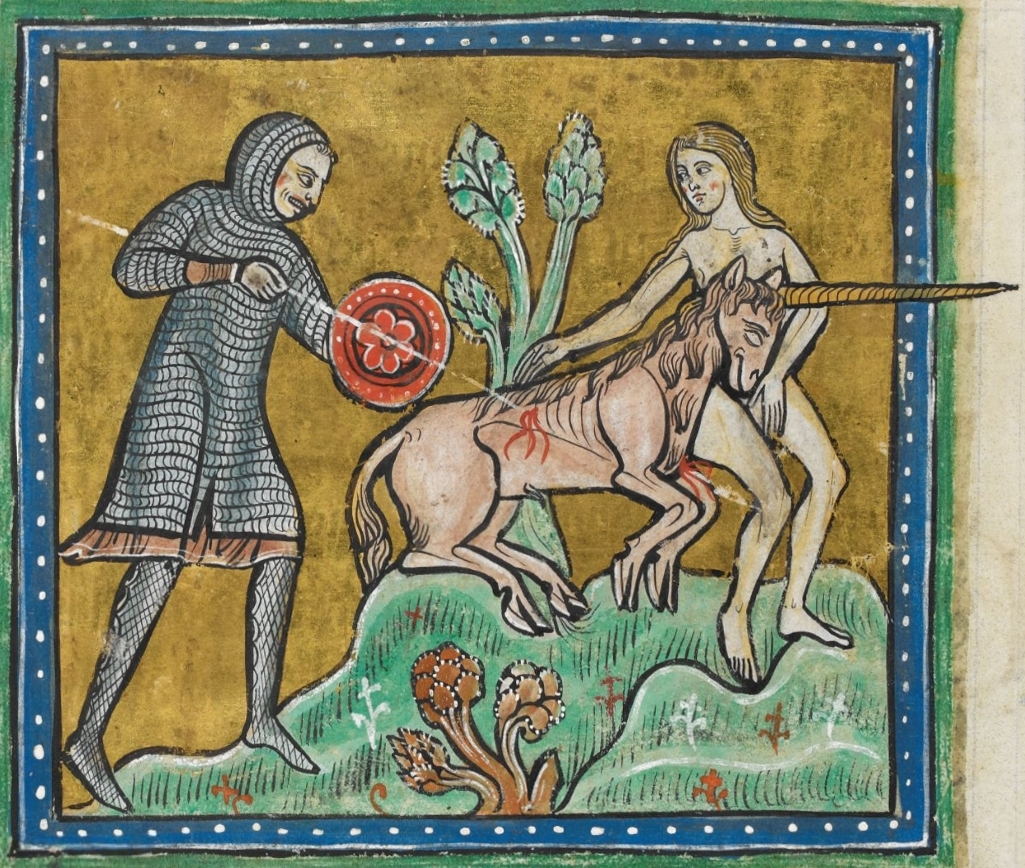
A caça ao Unicórnio numa iluminura do Bestiário de Rochester, séc. XIII.

Os bestiários eram livros alegóricos, por vezes claramente humorísticos e fantasiosos, em cuja informação, tal como acontece com o Fisiólogo, não derivava de conhecimento científico ou experimental, ou de observação no terreno das criaturas que eram descritas. E isto de tal modo que algumas das representações dos animais que não pertencem ao mundo da fantasia, como acontece com o abutre, não correspondiam à realidade da natureza. É o caso da iluminura com dois abutres opostos num círculo, no Abutre do Bestiário de Aberdeen, em que estes mais se parecem com duas águias, porque os iluminadores provavelmente não conheciam a ave que desenhavam. Muitos destes manuscritos eram iluminados e tinham como objectivo estimular e conduzir a imaginação, de modo a estabelecer paralelos identificáveis entre os supostos mundo natural e mundo supra natural. O unicórnio dá bom exemplo disto no Bestiário de Rochester, cuja representação da sua caça se afigurava como um meio prodigioso para demonstrar o poder ilimitado de uma virgem. Dizia-se do unicórnio que não conseguia dominar-se de modo nenhum, tal era a sua desconfiança em relação ao homem, e que só perante a pureza de uma virgem era possível acalmá-lo para trazê-lo à proximidade da lança, e assim se conseguir caçá-lo.
Tomando o Fisiólogo como exemplo e modelo, Santo Ambrósio de Milão e Santo Isidoro de Sevilha, este último conhecido por ser o primeiro compilador medieval, aumentaram o conteúdo religioso com referências a passagens da Bíblia e da Septuaginta. Estes dois santos, assim como muitos outros autores que se seguiram, foram aumentando e modificando modelos anteriores a si, refinando assim o conteúdo moral sem se preocuparem com os factos da realidade natural. No entanto, estas descrições fantásticas sem paralelo na natureza eram lidas por muitos e consideradas verdadeiras, e foram sendo incluídas nos bestiários, de que o Bestiário de Aberdeen é um dos melhores exemplos.

## Bestiário de Aberdeen
O Bestiário de Aberdeen é um manuscrito iluminado que está preservado na Biblioteca da Universidade de Aberdeen com o código MS 24, onde se procede ao seu estudo. Esta obra foi composta em latim na Inglaterra de inícios do séc. XIII e trata-se de um dos mais importantes exemplares do seu género.

### História
O manuscrito tornou-se conhecido em 1542 por pertencer ao conjunto de obras que foram resgatadas ao clero católico, quando Henrique VIII declarou a dissolução dos seus mosteiros. Ano em que surge no inventário da Old Royal Library (Antiga Biblioteca Real) do Palácio de Westminster, com a entrada No.518 Liber de bestiarum natura. Biblioteca cujo espólio resultava na sua maior parte deste resgate, em que Henrique VIII foi assistido pelo antiquário John Leland, para acomodar o grande conjunto de obras reunidas. Ao longo dos anos, parte do espólio foi saindo da biblioteca real e, no séc. XVII, o manuscrito foi provavelmente dado a Thomas Reid por Patrick Young, que era na altura o bibliotecário da corte. Reid era o reitor do Marischal College (Colégio Marischal) e, consequentemente, deu-o ao colégio, numa oferta com cerca de 1350 livros e manuscritos, entre 1624 e 1625. Quando a doação de Reid foi catalogada em 1670 por Thomas Gray, o manuscrito tinha a marcação 2.B.XV Sc e era conhecido por Isidori phisiologia. Na década de 1720 a colecção de manuscritos do Colégio Marischal foi reorganizada em encadernações, e em 1726 criou-se o catálogo de armazenamento MS M 72. É neste catálogo que as excisões sofridas pelo Bestiário são pela primeira vez registadas, estabelecendo-se assim a data final das mutilações. Quando o Colégio Marischal, que se chamava Marischal College and University of Aberdeen (Colégio Marischal e Universidade de Aberdeen) se fundiu com o King's College (Colégio King's ou, literalmente, Colégio do Rei) para dar origem à Universidade de Aberdeen, o Bestiário passou a chamar-se Aberdeen Bestiary (Bestiário de Aberdeen).

### Peridéxion
A Universidade de Aberdeen, para além de divulgar o manuscrito latino em imagens, do qual temos aqui o Abutre e o Peridéxion, divulga a transcrição do texto latino e uma tradução para o inglês. Tal como pode ser lido no Bestiário de Aberdeen, seguindo a tradução inglesa da instituição que o preserva, a qual se pode confrontar com a transcrição do texto latino no manuscrito que é inteiramente apresentado.

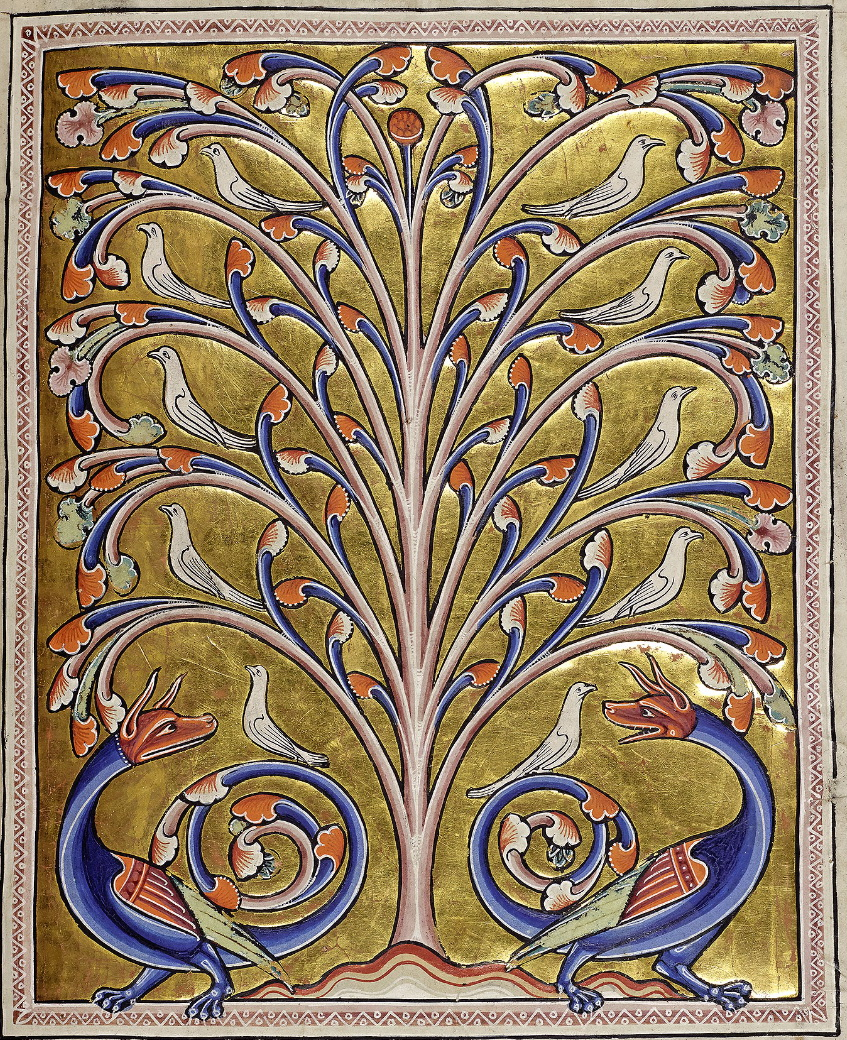
O Peridéxion numa iluminura do Bestiário de Aberdeen, séc. XIII.

#### Tradução
«Sobre a árvore Perindéxion.

O Peridéxion é uma árvore na Índia. O seu fruto, todo ele é doce e muito agradável; as pombas deleitam-se nele e vivem na árvore, alimentando-se dele. O dragão é o inimigo das pombas; tem medo da árvore e da sua sombra, na qual as pombas moram; e não consegue aproximar-se da árvore ou da sua sombra. Se a sombra vai para ocidente o dragão foge para oriente, e se a sombra vai para oriente, ele foge para ocidente. Se acontecer que uma pomba saia da árvore ou da sua sombra, o dragão mata-a.
Toma a árvore como sendo Deus, e a sombra como sendo o seu filho; tal como diz Gabriel a Maria: "O Espírito Santo virá até à árvore e o poder do Superior irá ensombrardes" Lucas 1:35. Toma o fruto pela sabedoria divina, isto é, o Espírito Santo. Portanto vê, ó homem, que depois de teres recebido o Espírito Santo, isto é, a espiritual e apreensiva pomba a descer e a ficar sobre ti, não és apanhado fora da eternidade, posto à parte do Pai, do Filho e do Espírito Santo; e o dragão, isto é, o Diabo, não te mata. Porque se tiveres o Espírito Santo, o dragão não pode aproximar-se de ti. Toma atenção, ó homem, e permanece fiel à fé católica, vive dentro dela e mantêm-te nela, numa igreja católica. Sê tão cuidadoso quanto puderes para não seres apanhado fora das portas desta casa, que o dragão, e a serpente antiga, não te apanhem e devorem, como Judas foi uma vez devorado pelo Diabo e pereceu, tão cedo quanto ele se afastou do Senhor e dos seus irmãos apóstolos.»

##### Resumo da interpretação cristã
A árvore interpreta-se como uma divindade que protege os homens. O Peridéxion é a imagem da Árvore da Vida, que afugenta o mal, por oposição à Árvore do Conhecimento, que o difunde. As pombas são os fiéis cristãos que se alimentam dos frutos do Espírito, sem precisar de conhecer, pois são os frutos da verdade. A sombra da árvore, e o seu alcance, é a protecção da Igreja Católica contra a perdição e desvio do demónio. O dragão é o demónio sempre à espreita, a ver se apanha um cristão que se distanciou o suficiente da sua igreja.

#### Comentário de Aberdeen
1. Folha 64 verso: A árvore Peridéxion. As pombas moram nos seus ramos e os dragões estão junto às suas raízes, a tentar apanhar as pombas.
2. Folha 65 frente: Iluminura: Um arranjo simétrico de pombas nos ramos da árvore e dois dragões na sua base. É o pombo-torcaz e não o pombo-comum que se alimenta do fruto. Este é um exemplar do Fisiólogo.

#### Explicação da iluminura
Esta iluminura apresenta um desenho de grande cuidado quanto ao pormenor, e é tão explícita que se explica por si própria, todavia, trata-se de uma representação antiga e hoje faltam-nos alguns dos códigos que permitem o seu completo entendimento. Na Idade Média, o movimento ou deslocação dos corpos no espaço, era habitualmente representado com a repetição do mesmo assunto em posições diferentes numa única imagem, ou, também, pela repetição do mesmo assunto nas suas posições diferentes em imagens consecutivas, um pouco como acontece hoje em dia na banda desenhada. Isto é o que se passa com a representação do dragão neste Peridéxion, que tanto está voltado para a esquerda como para a direita, como que em fuga, para dar alusão à orientação sob a qual a sombra da árvore poderá cair. Não são dois dragões, antes é um só, ora numa, ora noutra posição, conforme o observador imagine a queda da sombra, como ela é descrita a cair no texto latino, tal como se pode ver acima na tradução. A árvore, perfeitamente simétrica do topo à base, sem deixar de ter a sua dinâmica, tanto quanto era possível na destreza do monge que a desenhou, é um sinónimo vivo do nome que tem. Ela é tão ambidextra na disposição dos seus ramos quanto é o significado de peridéxion. Também de igual simetria é a disposição das pombas, todas voltadas para fora, em número igual. Cinco para cada lado e dez ao todo, o que pode sugerir a completude da tétrada pitagórica. Os frutos, também estes simétricos, estão todos voltados para dentro. Cada pomba tem o seu fruto de fronte de si, excepto as duas pombas da base que estão face a face com o dragão em fuga, quer numa ou noutra das suas duas posições. O dragão, contudo, embora voltado para fora tem o pescoço torcido para dentro, como que na tentativa de abocanhar uma das pombas da base. Estas, por sua vez, estão suficientemente protegidas pela árvore, embora impossibilitadas de aceder ao fruto que lhes corresponde. No tipo de desenho a que cada elemento corresponde, todos são distintos na sua representação, as pombas, os frutos, o corpo do dragão e o tronco da árvore, menos as ramagens e a cauda do dragão. E é aqui que surge a ironia ou mistério desta representação do Peridéxion. A cauda do dragão é exactamente igual aos ramos, pelo que se confunde com eles, e o seu desenho está na continuação progressiva da curvatura das folhas. Observando melhor, pode perceber-se ainda que as pombas da base estão apoiadas na sua cauda como se esta fosse um dos ramos em que se apoiam as outras, e, mais interessante ainda, a cauda do dragão também oferece um fruto.

## Representações do Peridéxion nas Artes
Encontram-se diferentes representações do Peridéxion em diversos bestiários e na arte dos períodos românico e gótico. No entanto, não será prudente descartar versões anteriores ou posteriores, tanto como as que a tradição tem vindo a classificar como deturpações, por estar em falta um conhecimento mais claro e profundo sobre a matéria. A ideia da Árvore da Vida enquanto Peridéxion poderá ter origem em épocas muito anteriores às do seu registo no Fisiólogo e nos Bestiários, ou na Bíblia, e por isso não há como apurar com absoluta clareza e todo o rigor, os elementos de pormenor que a aproximam e afastam do Peridéxion medieval.

### Lista de bestiários onde figura o Peridéxion
- Fisiólogo de Berna, Bern Burgerbibliothek, Codex Bongarsianus 318, Perindens. (Peridéxion)
- Fisiólogo da Morgan Library & Museum, Ms 397 Cryptoferratensis A33, Capítulo 34. (Árvore Peridéxion)
- Bestiário de Philippe of Thaon, Capítulo 29, Colum et Peredixion. (A Pomba e a Árvore Peridéxion)
- Bestiário de Harley, British Library, Harley MS 3244, Folha 58 verso. (Árvore Peridéxion)
- Bestiário de Aberdeen: Folha 64 frente, Perindens tree. (Árvore Peridéxion)
- Bestiário de Oxford, Bodleian Library MS. Bodley 764, Perindens. (Peridéxion)